# Mademoiselle (revista)
Mademoiselle fue una revista femenina estadounidense, publicada por primera vez en 1935 por Street & Smith y más tarde adquirida por Condé Nast Publications. Cesó su actividad en noviembre de 2001.

## Historia
Mademoiselle, principalmente una revista de moda, también fue conocida por la publicación de cuentos de autores notables como Truman Capote, Ray Bradbury, Joyce Carol Oates, William Faulkner, Tennessee Williams, James Baldwin, Flannery O'Connor, Paul Bowles, Jane Bowles, Jane Smiley, Mary Gordon, Paul Theroux, Sue Miller, Barbara Kingsolver, Perri Klass, Mona Simpson, Alice Munro, Harold Brodkey, Pam Houston, Jean Stafford y Susan Minot. Julia Cameron fue columnista frecuente. El director de arte fue Barbara Kruger.
En 1952, el cuento de Sylvia Plath Sunday at the Mintons, ganó el primer premio y 500 dólares, así como la publicación en la revista. Sus experiencias durante el verano de 1953 como editora invitada en Mademoiselle sirvieron de base para su novela La campana de cristal.
En los años 1960, la revista Mademoiselle estaba dirigida a «la mujer joven inteligente». Ellos afirmaron categóricamente en sus editoriales que, a pesar de su nombre Mademoiselle [Señorita], no estaban dirigidos a adolescentes jóvenes. La mayoría de sus lectores puede haber estado en la universidad, en un trabajo, algunas pueden haber estado casadas. Mademoiselle estaba interesado en llegar a estudiantes universitarias jóvenes y mayores, que estaban expuestas a la mejor literatura, enfrentando los mayores problemas morales que enfrentaban todas las complejidades de la era atómica.
La «cuestión universitaria» de agosto de 1961 de Mademoiselle incluyó una foto de la presidenta de la clase senior de la UCLA, Willette Murphy, quien no se dio cuenta de que estaba haciendo historia como la primera modelo afroamericana en aparecer en una revista de moda convencional.
Mademoiselle continuó siendo una revista de primera categoría a través de los años 1980 y 1990 con los mejores modelos en sus portadas y en las páginas de sus secciones editoriales.

### Final de la revista
En 1993, Elizabeth Crow fue nombrada editora en jefe de la revista. La revista de noviembre de 2001 fue el último número. Algunos de los 93 empleados y características pasaron a Glamour, también publicado por Condé Nast. La desaparición de la revista se debió a múltiples factores, incluida la incapacidad editorial de actualizar la revista para atraer a una audiencia suficiente y una disminución general de los ingresos por publicidad en toda la industria de las revistas.

## Editores
- Desmond Hall y F. Orlin Tremaine (1935)
- F. Orlin Tremaine (1935-1937)
- Betsy Blackwell (1937-1971)
- Edie Lock (1971-1980)
- Amy Levin Cooper (1981-1992)
- Gabe Doppelt (1992)
- Elizabeth Crow (1993-2000)
- Mandi Norwood (2000-2001)